# Меконгский бобтейл

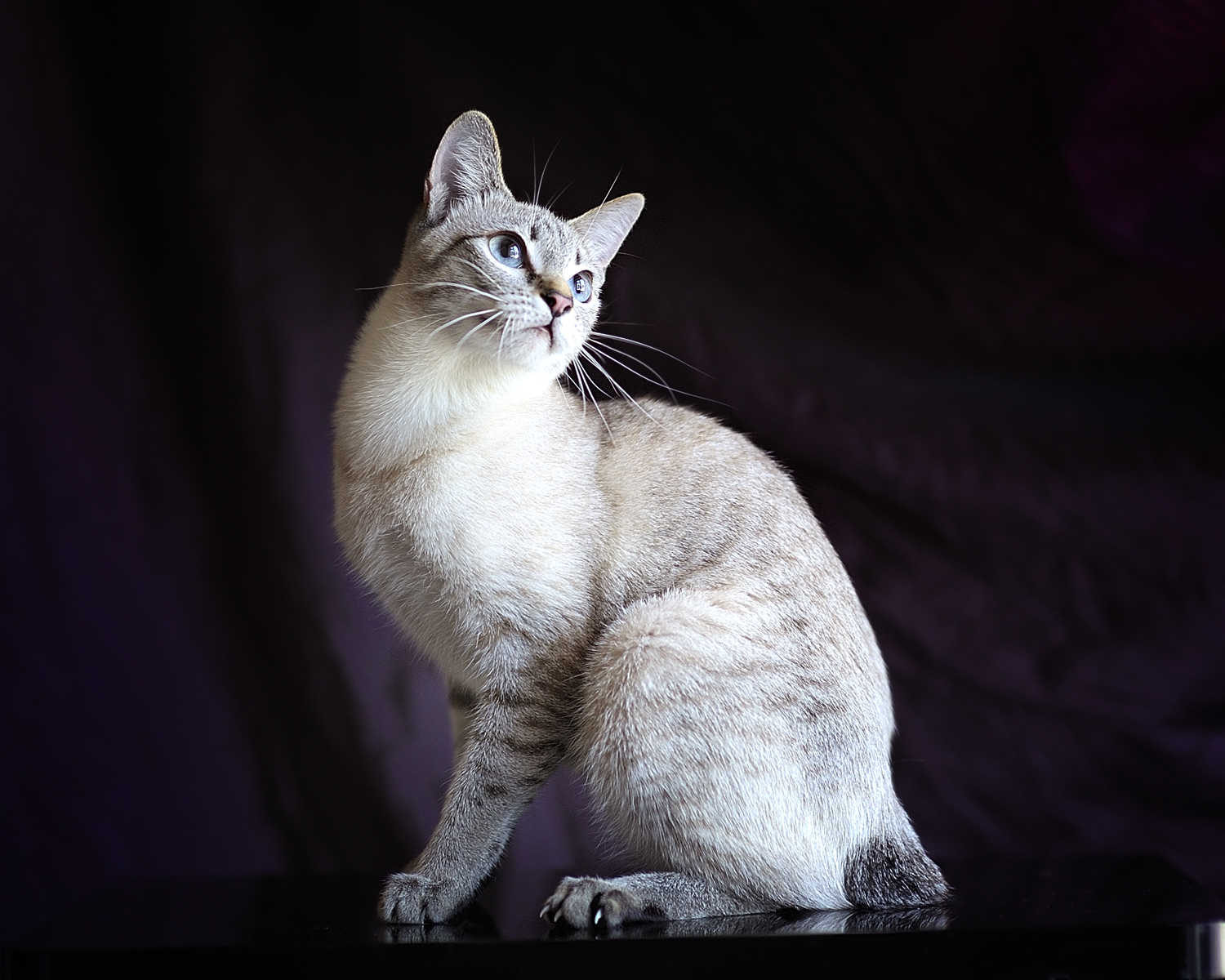
Меконгский бобтейл редкого окраса табби-пойнт

Меко́нгский бобте́йл (тайский бобтейл) — порода короткошёрстных короткохвостых кошек. Порода, первоначально названная в честь страны происхождения прародителей Таиланда, теперь именуется в честь реки Меконг. Меконгский бобтейл естественным образом распространён в разных частях Азии и был отдельно выведен как порода в России. В 2004 году порода была признана Всемирной федерацией кошек.
Нормой породы являются  широкие в основании и слегка закруглённые уши, ширина пространства между ушами меньше чем ширина уха, профиль верхняя часть головы плоский, нижнее веко заходит на край верхней стороны уха и под конец зеркальце носа открыто на одной линии с нижней челюстью.

## История

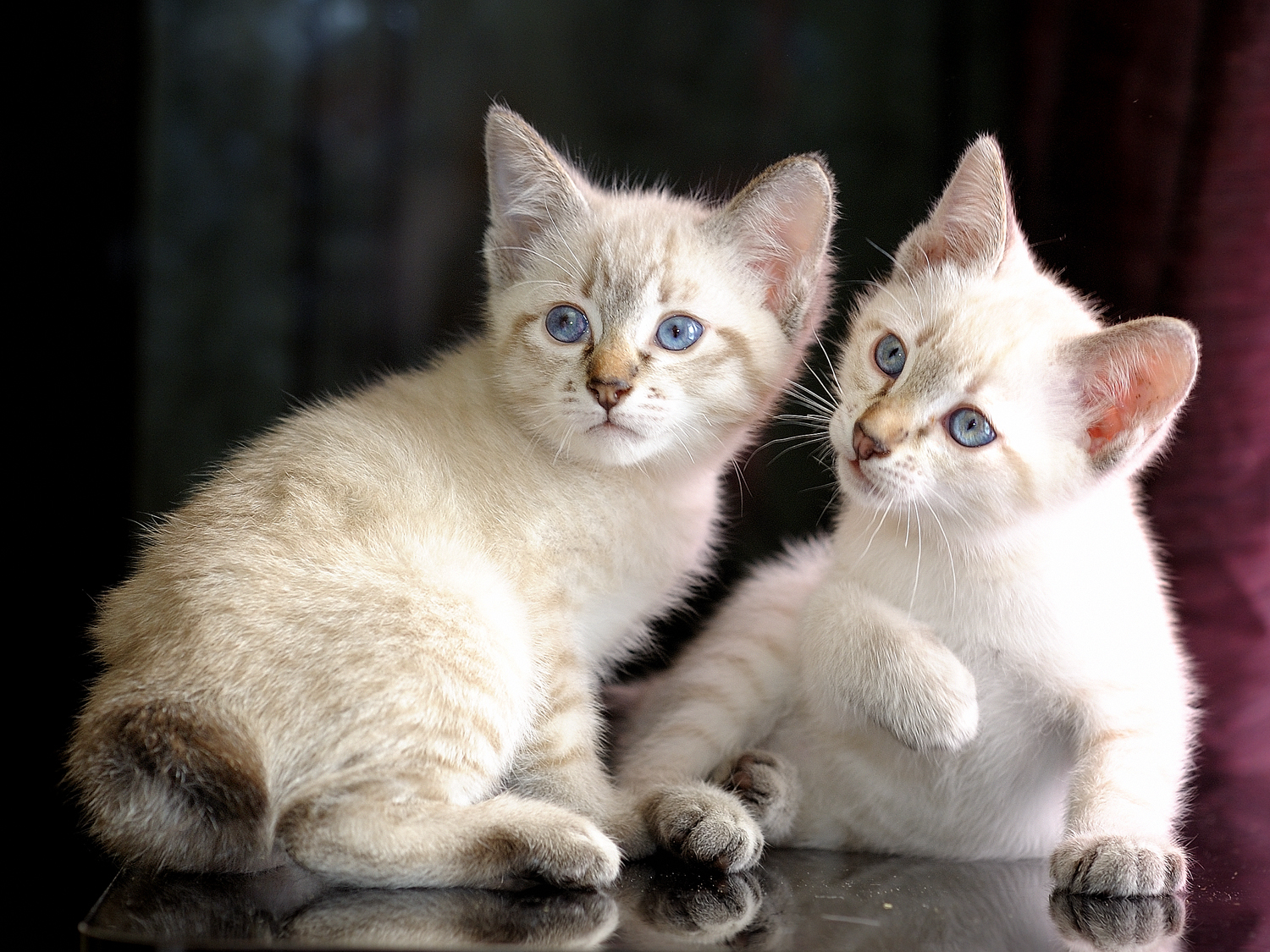
Котята

В 19 веке Меконгские бобтейлы были в числе королевских кошек, подаренных русскому императору Николаю II королём Сиама Чулалонгкорном. У большинства из 200 подаренных королевских кошек были изогнутые хвосты, напоминающие хвосты современного меконгского бобтейла. Другие бобтейлы из Юго-Восточной Азии также были импортированы в Россию. Считается, что порода была выведена в России, где она продолжала экспериментально развиваться путём скрещивания с другими бобтейлами и, вероятно, сиамскими кошками. Широкую известность меконгский бобтейл получил в 1980-х годах, а в декабре 1994 года русский фелинолог О. С. Миронова разработала стандарт породы. Порода была признана Всемирной федерацией кошек в августе 2004 года, и в то время её название было изменено с «Тайский бобтейл» на «Меконгский бобтейл».

## Характеристики
Меконгские бобтейлы имеют глянцевую короткую шерсть, окраска колор-пойнт, может быть любого цвета, без белых пятен. Большие глаза, цвет которых стандарт породы WCF называет «интенсивным синим». Характерный изогнутый хвост содержит не менее трёх позвонков, но должен быть короче четверти длины тела. Телосложение мускулистое, прямоугольное, в то же время стройное, крестец находится выше плеч. Меконгские бобтейлы — это кошки среднего размера, весом от 8 до 10 фунтов (от 3,6 до 4,5 кг). Их продолжительность жизни составляет 15-18 лет.
Порода дружелюбная, ласковая, любопытная и активная.

## В легенде
Предки меконгских бобтейлов, которые были переданы Николаю II королём Сиама Чулалонгкорном, в самом Сиаме считались королевскими кошками и хранителями храмов.